# Akkik
Akkik a Csillagok háborúja elképzelt univerzumának egyik szereplője.

## Leírása
Akkik a dzsava fajhoz tartozó férfi, aki a galaktikus polgárháború alatt a Tatuinon élt.
Ennek az 1,3 méter magas dzsavának sárga a szemszíne. Testén és fején egy szőrszál sem található.

## Élete
Ez a dzsava a galaktikus polgárháború idején Jabba, a huttnak szedte be a tatuini üzletektől a védelmi adót. Testőre a gamorreai Gorrt. Akkik találkozott azokkal a lázadókkal, akik jöttek kiszabadítani Adar Tallont.

## Megjelenése a videójátékokban
Ezt a dzsavát a „Tatooine Manhunt” című videójátékban láthatjuk először.

## Fordítás
- Ez a szócikk részben vagy egészben az Akkik című Wookieepedia-szócikk fordítása. Az eredeti cikk szerkesztőit annak laptörténete sorolja fel.